# Some Great Reward Tour
Some Great Reward Tour – ósma trasa koncertowa zespołu muzycznego Depeche Mode, podczas której odbyło się pięćdziesiąt sześć koncertów; 56. koncert odbył się w Warszawie (był to pierwszy koncert Depeche Mode w Polsce).

## Lista utworów
| Lista zagranych utworów. 1. Master and Servant (instrumental intro) 2. Something to Do" 3. Two Minute Warning" 4. Puppets" 5. If You Want" 6. People Are People" 7. Leave in Silence" 8. New Life" 9. Shame" 10. wokalu użycza Martin Gore - Somebody" - It Doesn't Matter" (performed in Tokyo (12 April 1985)) 11. - "Ice Machine" (performed on Europe, Leg #1; North America; Asia) - "Shake the Disease" (performed on Europe, Leg #2) 12. Lie to Me" 13. Blasphemous Rumours" 14. Told You So" 15. Master and Servant" 16. Photographic" 17. Everything Counts" 18. See You" 19. Shout" 20. Just Can't Get Enough" | Setlist for festival appearances (Torhout, Werchter, Brest, and Athens). 1. "Master and Servant" (instrumental intro) 2. "Something to Do" 3. "If You Want" 4. "People Are People" 5. "Leave in Silence" 6. "Shake the Disease" 7. "Blasphemous Rumours" 8. "Told You So" 9. "Master and Servant" 10. "Everything Counts" 11. "Photographic" 12. "Just Can't Get Enough" |

## Koncerty
1. 27 września 1984 – Saint Austell (Wielka Brytania) – Coliseum
2. 28 września 1984 – Hanley (Wielka Brytania) – Victoria Hall
3. 29 września 1984 – Liverpool (Wielka Brytania) – Empire Theatre
4. 1 października 1984 – Oxford (Wielka Brytania) – Apollo
5. 2 października 1984 – Nottingham (Wielka Brytania) – Royal Concert Hall
6. 4 października 1984 – Dublin (Irlandia) – SFX
7. 5 października 1984 – Dublin (Irlandia) – SFX
8. 6 października 1984 – Belfast (Irlandia) – Ulster Hall
9. 8 października 1984 – Manchester (Wielka Brytania) – Apollo
10. 9 października 1984 – Gloucester (Wielka Brytania) – Leisure Centre
11. 10 października 1984 – Cardiff (Wielka Brytania) – St. Davids Hall
12. 12 października 1984 – Birmingham (Wielka Brytania) – Odeon
13. 13 października 1984 – Birmingham (Wielka Brytania) – Odeon
14. 14 października 1984 – Blackburn (Wielka Brytania) – King Georges Hall
15. 16 października 1984 – Glasgow (Wielka Brytania) – Barrowlands
16. 17 października 1984 – Aberdeen (Wielka Brytania) – Capitol Theatre
17. 18 października 1984 – Edynburg (Wielka Brytania) – Playhouse
18. 19 października 1984 – Sheffield (Wielka Brytania) – City Hall
19. 20 października 1984 – Newcastle upon Tyne (Wielka Brytania) – City Hall
20. 22 października 1984 – Bristol (Wielka Brytania) – Calston Hall
21. 23 października 1984 – Brighton (Wielka Brytania) – The Dome
22. 24 października 1984 – Portsmouth (Wielka Brytania) – Guildhall
23. 27 października 1984 – Ipswich (Wielka Brytania) – Gaumont
24. 29 października 1984 – Leicester (Wielka Brytania) – De Montford Hall
25. 30 października 1984 – Southampton (Wielka Brytania) – Gaumont
26. 3 grudnia 1984 – Londyn (Wielka Brytania) – Hammersmith Odeon
27. 5 grudnia 1984 – Londyn (Wielka Brytania) – Hammersmith Odeon
28. 6 grudnia 1984 – Londyn (Wielka Brytania) – Hammersmith Odeon
29. 8 grudnia 1984 – Londyn (Wielka Brytania) – Hammersmith Odeon
30. 14 marca 1985 – Waszyngton (USA) – Warner Theatre
31. 15 marca 1985 – Nowy Jork (USA) – Beacon Theatre
32. 16 marca 1985 – Boston (USA) – Orpheum Theatre
33. 18 marca 1985 – Montreal (Kanada) – Le Spectrum
34. 19 marca 1985 – Toronto (Kanada) – Massey Hall
35. 20 marca 1985 – Detroit (USA) – Royal Oak Theatre
36. 22 marca 1985 – Chicago (USA) – Aragon Ballroom
37. 23 marca 1985 – Davenport (USA) – Augustana College
38. 24 marca 1985 – Carbondale (USA) – Shyrock Auditorium
39. 26 marca 1985 – Houston (USA) – Cullen Auditorium
40. 27 marca 1985 – Dallas (USA) – Bronco Bowl
41. 30 marca 1985 – Los Angeles (USA) – Palladium
42. 31 marca 1985 – Laguna Hills (USA) – Irvine Meadows
43. 1 kwietnia 1985 – San Diego (USA) – San Diego Sports Arena
44. 3 kwietnia 1985 – Oakland (USA) – Kaiser Auditorium
45. 7 kwietnia 1985 – Tokio (Japonia) – Koseinenkin Hall
46. 8 kwietnia 1985 – Tokio (Japonia) – Nakano Sun Plaza
47. 9 kwietnia 1985 – Osaka (Japonia) – Koseinenkin Hall
48. 12 kwietnia 1985 – Tokio (Japonia) – Nakano Sun Plaza
49. 6 lipca 1985 – Torchout (Belgia) – Torthout Festival
50. 7 lipca 1985 – Werchter (Belgia) – Werchter Festival
51. 9 lipca 1985 – Nicea (Francja) – Theatre de Verdure
52. 11 lipca 1985 – Lyon (Francja) – Espace Tony Garnie
53. 13 lipca 1985 – Brest (Francja) – Rockscene Festival
54. 23 lipca 1985 – Budapeszt (Węgry) – Volan Stadium
55. 26 lipca 1985 – Ateny (Grecja) – Panathinaiko Stadium
56. 30 lipca 1985 – Warszawa (Polska) – Hala Torwar